# Materdomini (Nocera Superiore)
Materdomini (Matirdomene in dialetto locale) è una frazione del comune di Nocera Superiore, in Provincia di Salerno, sede dell'omonimo santuario dedicato alla Madonna.

## Geografia fisica
Situata nell'agro nocerino, Materdomini è urbanisticamente contigua all'abitato di Roccapiemonte. Sorge a breve distanza da Nocera Superiore e dalla frazione Pecorari e dista pochi chilometri da Nocera Inferiore e Cava de' Tirreni. Le strade principali sono la strada provinciale 4 ed 81.

## Storia
La platea di Materdomini inizialmente non era altro che un'ampia area boschiva la quale rientrava nella sfera di dominio dell'Actus Apudmontis, che aveva il suo potere centrale nel castello di Apudmontem, il quale maniero dominava la platea sottostante dal monte Solaro. Solo dal 1060 con la nascita della piccola chiesetta conseguente al ritrovamento della figura sacra di Santa Maria Materdomini, che iniziò a formarsi un piccolo villaggio, conteso poi da Nuceria ed Apudmontem. Fu solo con la nascita del Santuario che la disputa tra i due feudi di placò, difatti la platea divenne della Mater Domini, sotto il controllo dell'edificio religioso, che acquistava sempre più potere.
Il santuario ed il suo villaggio furono saccheggiati poi da Guglielmo I di Sicilia, successivamente poi furono "risarciti" da suo figlio, Guglielmo II, come espiazione per i torti del padre.
Nel XIII secolo il santuario godeva dei favori del re di Napoli Carlo d'Angiò, il quale impiegava spesso il suo tempo a Nocera, a testimonianza di ciò è senza dubbio indicabile la sepoltura all'interno del santuario del principe Roberto, morto infante.
Dissoltosi gradualmente il feudo di Apudmontem e già parte successivamente dei domini della famiglia Pagano, intorno al XV secolo Materdomini (così come Croce Malloni ed Iroma) entrò a far parte del Corpo di Nocera, uno dei distretti della rinata Civitas Nuceriæ, detta Nuceria Paganorum dalla Nobile ed autoritaria Famiglia Pagano, feudatari di Cortimpiano, borgo poi conseguentemente indicato nei documenti come delli Pagani (locus paganorum, casa paganorum e Casalis paganorum).
Dal 1851 divenne parte del comune di Nocera Superiore. 
L'abitato della frazione, cresciuto attorno al santuario omonimo, ha conosciuto uno sviluppo urbano più accelerato, parimenti al resto dell'area urbana di cui è parte, nella seconda metà del XX secolo.

## Il Santuario di Materdomini

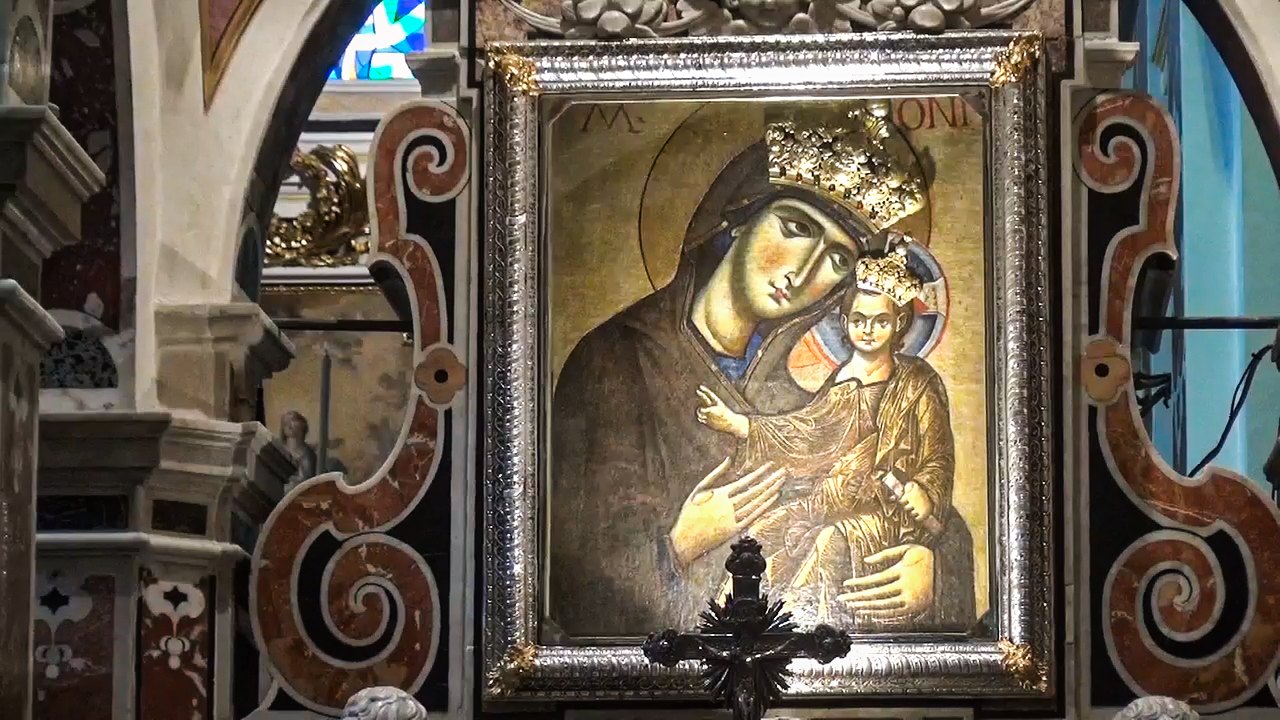
Effigie di Santa Maria Materdomini

Il santuario venne edificato dopo il ritrovamento di un quadro di una Madonna con bambino nell'anno 1060. Il santuario è composto dalla chiesa e dall'annesso convento. Il quadro della Madonna è conservato tuttora in un tempietto marmoreo. Il tempietto rimane racchiuso dal santuario, che è di stile neoclassico, ricco di dipinti, di stucchi dorati, di marmi, tutti lavori di artisti del '700 e dei secoli successivi: Francesco Solimena, Giacinto Diano, Francesco Guarini e Giovanni Francesco Grimaldi. Custodi del santuario e dell'immagine furono dal 1075 circa i Preti Bianchi guidati da Pietro Regina e successivamente dal 1091 da Stefano e Nicola Pagano, dal 1632 i Basiliani che rimasero in quel luogo fino al 1809 quando furono soppressi dall'occupazione Militare Francese e da all'ora fino ad oggi i Frati Francescani ne sono custodi. La basilica nei secoli passati è stata visitata da molti personaggi, ossia: Enrico IV (il quale fu guarito dalla lebbra), Papa Niccolò II (il quale consacrò il Santuario allora solo una semplice cappella), Ruggero I di Sicilia, Guglielmo il Malo (colui che spogliò il Santuario delle proprie ricchezze) e Guglielmo il Buono (colui che risarcì il Santuario dai furti commessi dal padre), Tancredi, Giovanna I e Giovanna II di Napoli, Alfonso II di Napoli, Ferdinando I di Napoli, Carlo V d'Asburgo, Dante Alighieri e Francesco d'Assisi. Nel maggio del 1923 papa Pio XI ha elevato il santuario al rango di basilica minore. Nel 1931 fu dichiarato monumento nazionale.
In una parte del convento è ospitato anche un centro per le malattie mentali, localmente noto come il Manicomio di Materdomini.

## Manifestazioni
La festa del Santuario si svolge nel mese di agosto e culmina la notte del 14, durante la quale i pellegrini giunti da tutti i paesi vicini, si raccolgono nella chiesa o sul piazzale antistante per la recita del rosario. Alla partecipazione si aggiungono anche carri con raffigurante l'icona della Madonna di Materdomini. 
Durante la festa religioso-popolare di Materdomini si consuma la tradizionale "palatella con la mbupata". La "palatella" è una sorta di piccolo sfilatino di farina di frumento con, ad entrambe le estremità, due tondini sempre di pane, mentre la "mbupata" sta ad indicare una preparazione di melanzane sott'olio e aceto che si abbina a delle acciughe sotto sale da dissalare, utilizzando anche un pizzico di peperoncino. Un altro cibo tipico era una volta il mellone 'e fuoco, il cocomero.

### Festadel Majo

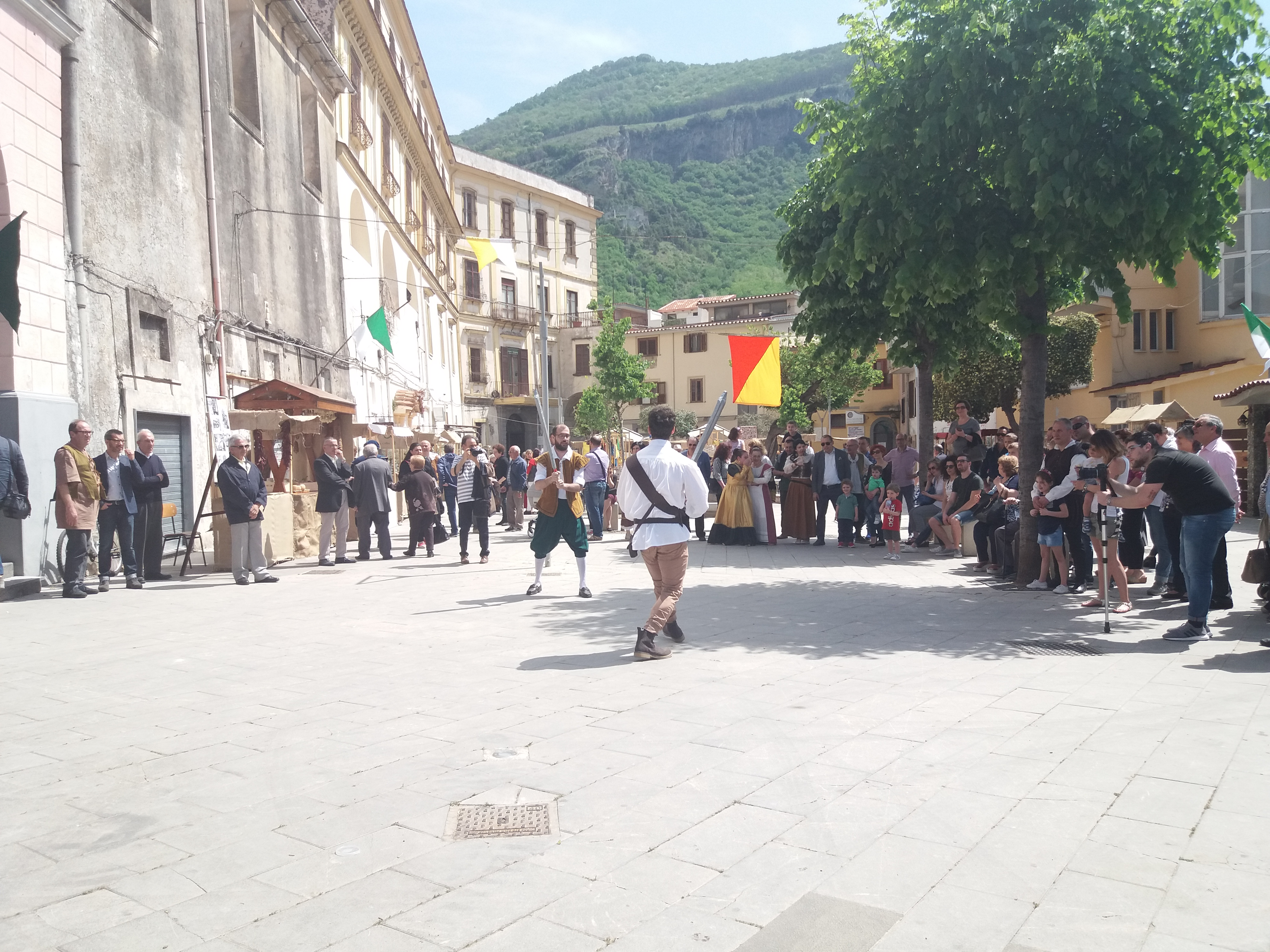
Uno dei momenti rievocativi della Festa del Majo, nel 2018

Ogni 1º maggio, nell'area antistante la Basilica, si riuniscono due cortei, provenienti l'uno dal borgo di Croce Malloni in Nocera Superiore e l'altro da Roccapiemonte, il culto è legato alla consacrazione del tempio alla Mater Domini, celebrata da Papa Niccolò II il 1º maggio del 1061.
Il Rettore del Santuario di Materdomini, accoglie i cortei capeggiati dai rispettivi Sindaci e il Priore della Congrega del S. Rosario di Materdomini nonché i figuranti che recheranno i Maj (ovvero gli alberelli adorni di nastri ed altri artifici), al fine di propiziare buoni raccolti nei campi.
Il culto del Majo è uno dei riti più antichi d’Italia: le sue tracce risalgono al culto pagano dell'Albero di maggio, assorbito poi dalla tradizione cattolica.
Nei precedenti giorni (29 e 30 aprile) i vari gruppi folklroristici e rievocativi, si riuniscono per ballare e fare dimostranze medievali e tradizionali.

## Sport
Grande seguito nella frazione lo ha sempre avuto il calcio, oltre ad essere un feudo molosso, Materdomini negli anni ha avuto due rappresentative calcistiche importanti: la prima fu la Polisportiva Internocera che negli anni ottanta ha militato per diverse stagioni nel campionato di Promozione. Negli ultimi anni si era fatto strada il Materdomini Football Club, attivo fino al 2014.
In continuazione della tradizione sportiva dei due sodalizi, nel 2017 è nato l'Atletico Nuceria 2017. Il sodalizio, al termine della stagione 2020, raggiunge la promozione nel campionato regionale di Seconda Categoria, raggiungendo dopo due stagioni la Prima Categoria.

## Curiosità
Inoltre sia la festa e sia il Santuario sono nominati in una parte del Ninfa Plebea di Domenico Rea.